# Техтин
Техти́н (бел. Цяхцін) — агрогородок в составе Техтинского сельсовета Белыничского района Могилёвской области Республики Беларусь.

## История
В 1624 в составе фундуша пожалован Белыничскому монастырю кармелитов.

## Население
- 2010 год — 803 человека